# Comuna Cuza Vodă, Călărași
Cuza Vodă este o comună în județul Călărași, Muntenia, România, formată din satele Călărașii Vechi, Ceacu (reședința) și Cuza Vodă.

## Așezare
Comuna Cuza Vodă se află în zona centrală a județului, la zona de contact a Bărăganului Sudic cu Terasa Călărași, la vest de municipiul Călărași pe malul de nord al lacului Călărași. Este traversată de șoseaua națională DN3, care leagă Călărașiul de București. Lângă Ceacu, din această șosea se ramifică șoseaua județeană DJ306, care leagă comuna spre nord de Dragoș Vodă (unde se termină în DN3A). În satul Ceacu, din DJ306 se ramifică DJ310, o șosea județeană ce duce spre est la Ștefan Vodă (unde se termină în DN21).

## Demografie
Componența etnică a comunei Cuza Vodă
     Români (92,69%)
     Alte etnii (0,07%)
     Necunoscută (7,24%)
Componența confesională a comunei Cuza Vodă
     Ortodocși (91,81%)
     Alte religii (0,66%)
     Necunoscută (7,53%)
Conform recensământului efectuat în 2021, populația comunei Cuza Vodă se ridică la 4.116 locuitori, în creștere față de recensământul anterior din 2011, când fuseseră înregistrați 4.045 de locuitori. Majoritatea locuitorilor sunt români (92,69%), iar pentru 7,24% nu se cunoaște apartenența etnică. Din punct de vedere confesional, majoritatea locuitorilor sunt ortodocși (91,81%), iar pentru 7,53% nu se cunoaște apartenența confesională.

## Politică și administrație
Comuna Cuza Vodă este administrată de un primar și un consiliu local compus din 13 consilieri. Primarul, Monica-Silvia Ceaușescu[*], de la Partidul Național Liberal, este în funcție din 2021. Începând cu alegerile locale din 2024, consiliul local are următoarea componență pe partide politice:
|  | Partid                    | Consilieri | Componența Consiliului | Componența Consiliului | Componența Consiliului | Componența Consiliului | Componența Consiliului | Componența Consiliului | Componența Consiliului |
|  | ------------------------- | ---------- | ---------------------- | ---------------------- | ---------------------- | ---------------------- | ---------------------- | ---------------------- | ---------------------- |
|  | Partidul Național Liberal | 7          |                        |                        |                        |                        |                        |                        |                        |
|  | Partidul Social Democrat  | 6          |                        |                        |                        |                        |                        |                        |                        |

## Istorie
La sfârșitul secolului al XIX-lea, pe teritoriul actual al comunei funcționau, în plasa Borcea a județului Ialomița, funcționau comunele Ceacu și Călărașii Vechi. Comuna Călărașii Vechi avea doar satul de reședință, precum și târlele Calangi, Grătaru, Stâlpu, Trestia, Gara Silistra, Revederea, Maican, Vadu Cailor, Osman, Luchia și Siliștea Înaltă, având în total o populație de 1097 de locuitori; în comună funcționau o școală mixtă cu 57 de elevi (dintre care 21 de fete) și o biserică. Comuna Ceacu avea în unicul ei sat 1595 de locuitori, o biserică și o școală mixtă cu 77 de elevi (dintre care nouă fete).
În 1925, satul Cuza Vodă, format prin împroprietărirea țăranilor începând cu anul 1899, apare în anuarul Socec ca reședință a unei comune nou-înființate (și care probabil cuprindea și satul Ceacu, care este lipit de el), cu 4500 de locuitori. Comuna Călărașii Vechi, cu satele Călărașii Vechi și Mircea Vodă, avea 3305 locuitori. Ambele comune erau arondate plășii Ciocănești din același județ.
Legea administrativă din 1931 arată apoi că comuna Ceacu avea în compunere satele Ceacu și Cuza Vodă, iar comuna Călărașii Vechi — doar satul Călărașii Vechi.
În 1950, comunele au trecut la raionul Călărași din regiunea Ialomița și apoi (după 1952) din regiunea București și în timp, comunele Ceacu și Călărașii Vechi au fost comasate, formând comuna Cuza Vodă, după noul sat mare apărut în secolul al XX-lea în mijlocul ei. În 1969, comuna Cuza Vodă a trecut din nou la județul Ialomița (reînființat). În 1981, o reorganizare administrativă regională a dus la transferarea comunei la județul Călărași.